# Mario Ortiz (chilijski piłkarz)
Mario Sergio Ortiz Vallejos (ur. 28 stycznia 1936 w Santiago, zm. 2 maja 2006 tamże) – chilijski piłkarz, reprezentant kraju, grający na pozycji pomocnika.

## Kariera klubowa
Ortíz grał w piłkę w stołecznym klubie Green Cross od 1949 do 1953. W 1954 przeniósł się do CD Palestino, gdzie rok później zdobył swoje pierwsze mistrzostwo Primera División de Chile. 
Od 1958 występował w Colo-Colo. Z tym klubem zdobył Copa Chile w tym samym roku i dwa kolejne tytuły mistrzowskie w 1960 i 1963. Przez 7 lat zagrał dla Colo-Colo w 187 spotkaniach. Karierę piłkarską zakończył w 1966 w drugoligowym Luis Cruz Martínez.
W 1965 był jednym z członków-założycieli związku zawodników Sindicato de Futbolistas Profesionales de Chile (SIFUP).
| Sezon | Klub               | Kraj  | Rozgrywki                  | Mecze | Bramki |
| ----- | ------------------ | ----- | -------------------------- | ----- | ------ |
| 1949  | Green Cross        | Chile | Primera División de Chile  |       |        |
| 1950  | Green Cross        | Chile | Primera División de Chile  |       |        |
| 1951  | Green Cross        | Chile | Primera División de Chile  |       |        |
| 1952  | Green Cross        | Chile | Primera División de Chile  |       |        |
| 1953  | Green Cross        | Chile | Primera División de Chile  |       |        |
| 1954  | CD Palestino       | Chile | Primera División de Chile  |       |        |
| 1955  | CD Palestino       | Chile | Primera División de Chile  |       |        |
| 1956  | CD Palestino       | Chile | Primera División de Chile  |       |        |
| 1957  | CD Palestino       | Chile | Primera División de Chile  |       |        |
| 1958  | Colo-Colo          | Chile | Primera División de Chile  | 16    | 0      |
| 1959  | Colo-Colo          | Chile | Primera División de Chile  | 27    | 0      |
| 1960  | Colo-Colo          | Chile | Primera División de Chile  | 23    | 0      |
| 1961  | Colo-Colo          | Chile | Primera División de Chile  | 25    | 0      |
| 1962  | Colo-Colo          | Chile | Primera División de Chile  | 32    | 0      |
| 1963  | Colo-Colo          | Chile | Primera División de Chile  | 33    | 0      |
| 1964  | Colo-Colo          | Chile | Primera División de Chile  | 19    | 0      |
| 1965  | Colo-Colo          | Chile | Primera División de Chile  | 12    | 0      |
| 1966  | Luis Cruz Martínez | Chile | Primera división B chilena |       |        |

## Kariera reprezentacyjna
Ortiz zadebiutował w reprezentacji Chile 9 lutego 1956 w wygranym 4:3 spotkaniu z Peru.
Rok później wziął udział w rozgrywkach Copa América. Wystąpił w trzech spotkaniach z Brazylią, Argentyną i Urugwajem. 
Ortiz znalazł się również w kadrze na Mistrzostwa Świata 1962 rozgrywane w jego rodzinnym Chile. Ortiz cały turniej przesiedział na ławce rezerwowych. Chile zajęło 3. miejsce, w meczu o brązowy medal pokonując Jugosławię 1:0. 
Po raz ostatni w drużynie narodowej zagrał 24 lipca 1963 w zremisowanym 0:0 meczu z Urugwajem. Łącznie Ortiz w latach 1956–1963 wystąpił w 13 spotkaniach reprezentacji Chile.
| Mecze i gole w reprezentacji | Mecze i gole w reprezentacji | Mecze i gole w reprezentacji | Mecze i gole w reprezentacji | Mecze i gole w reprezentacji | Mecze i gole w reprezentacji | Mecze i gole w reprezentacji |
| #                            | Data                         | Miasto                       | Przeciwnik                   | Gol                          | Wynik                        | Rozgrywki                    |
| ---------------------------- | ---------------------------- | ---------------------------- | ---------------------------- | ---------------------------- | ---------------------------- | ---------------------------- |
| 1.                           | 09.02.1956                   | Montevideo                   | Peru                         |                              | 4:3                          | Copa América 1956            |
| 2.                           | 10.03.1956                   | Meksyk                       | Argentyna                    |                              | 0:3                          | Mistrzostwa panamerykańskie  |
| 3.                           | 15.03.1956                   | Meksyk                       | Peru                         |                              | 2:2                          | Mistrzostwa panamerykańskie  |
| 4.                           | 17.03.1956                   | Meksyk                       | Meksyk                       |                              | 1:2                          | Mistrzostwa panamerykańskie  |
| 5.                           | 26.08.1956                   | Santiago                     | Czechosłowacja               |                              | 3:0                          | towarzyski                   |
| 6.                           | 13.03.1957                   | Lima                         | Brazylia                     |                              | 2:4                          | Copa América 1957            |
| 7.                           | 28.03.1957                   | Lima                         | Argentyna                    |                              | 2:6                          | Copa América 1957            |
| 8.                           | 01.04.1957                   | Lima                         | Urugwaj                      |                              | 0:2                          | Copa América 1957            |
| 9.                           | 18.09.1957                   | Santiago                     | Brazylia                     |                              | 1:1                          | towarzyski                   |
| 10.                          | 29.09.1957                   | La Paz                       | Boliwia                      |                              | 0:3                          | El. MŚ 1958                  |
| 11.                          | 21.12.1960                   | Santiago                     | Paragwaj                     |                              | 3:1                          | towarzyski                   |
| 12.                          | 19.03.1961                   | Santiago                     | Peru                         |                              | 5:2                          | towarzyski                   |
| 13.                          | 24.07.1963                   | Santiago                     | Urugwaj                      |                              | 0:0                          | towarzyski                   |

## Sukcesy
Chile
- Mistrzostwa świata (1): 1962 (3. miejsce)

Palestino
- Mistrzostwo Primera División de Chile (1): 1955

Colo-Colo
- Mistrzostwo Primera División de Chile (2): 1960, 1963
- Copa Chile (1): 1958